# Denis Berezovskyj
Denis Balentonovitj Berezovskyj (ukrainska/ryska: Денис Валентинович Березовский), född 15 juli 1974 i Charkov, Ukrainska SSR, Sovjetunionen, är en ukrainsk/krimsk/rysk kontraadmiral i Rysslands flotta var tidigare i Ukrainas flotta.
Berezovskyj blev 1 mars 2014 av Ukrainas interimspresident Oleksandr Turtjynov utnämnd till Ukrainas flottchef. Dagen efter övergav han högkvarteret i Sevastopol och berättade i ett uttalande på rysk tv att han bytt sida och svurit trohet till de proryska folket och myndigheterna i Krim. Han blev därför föremål för en ukrainsk förundersökning om högförräderi, efter att riksåklagaren Oleh Magnitskiy inlett en brotsutredning. Serhij Hayduk tog över posten som Ukrainas flottchef efter Berezovskyj.
Autonoma republiken Krims nytillträdde regeringschef Sergej Aksionov tillkännagav senare att Krim skulle få en egen flotta, som ledes av Berezovskyj 2–24 mars 2014. Han blev efter Rysslands annektering av Krim kontraadmiral i Rysslands Svartahavsflotta på Krim.

## Militär karriär
- I perioden 2002-2005 var Berezovskyj kommendörkapten på fregatten Hetman Sahajdachnij.[3]
- 6 december 2012 blev han befordrad till konteramiral.och 2013 var han ledare av Ukrainas och USA:s gemensamma militärövningar "Sea Breeze 2012"[4][källa behövs] och Sea Breeze 2013.[5]
- Fram till 1 mars 2014 tjänstgjorde han som vicekommendörkapten, chef för ukrainska flottans stridutbildning.[källa behövs]
- 1 mars 2014 blev han av Oleksandr Turtjynov utnämnd till Ukrainas flottchef.[6][7]